# 杜古塔內 I
13°55′22″N 3°13′15″W / 13.92278°N 3.22083°W
杜古塔內（法語：Dougouténé 1），是馬里的城鎮，位於該國中部，由莫普提區的科羅省負責管轄，主要農作物有芝麻和稻米，面積447平方公里，2009年人口21,753，人口密度每平方公里49人。